# Condado de Randolph (Geórgia)
O Condado de Randolph é um dos 159 condados do Estado americano de Geórgia. A sede do condado é Cuthbert, e sua maior cidade é Cuthbert. O condado possui uma área de 1 116 km², uma população de 7 791 habitantes, e uma densidade populacional de 7 hab/km² (segundo o censo nacional de 2000). O condado foi fundado em 20 de dezembro de 1828.